# Philodromus guineensis
Philodromus guineensis là một loài nhện trong họ Philodromidae.
Loài này thuộc chi Philodromus. Philodromus guineensis được miêu tả năm 1942 bởi Millot.